# Örnsköldsvik
Örnsköldsvik è una città svedese della provincia del Ångermanland nella contea di Västernorrland ed è la città principale del comune omonimo.

## Storia
Città giovane, nacque come "città mercato" nel 1842 e diventò città nel 1894. È principalmente una città industriale e la popolazione è di circa 28.000 unità per la città in sé, e di 55.000 per il comune nel suo insieme.

## Sport
Stazione sciistica specializzata nello sci nordico, è attrezzata con il trampolino Paradiskullen. Ha ospitato i I Giochi paralimpici invernali nel 1976 e i campionati mondiali juniores di sci nordico nel 1980. Per quanto riguarda l'hockey su ghiaccio, il Modo è stato campione di Svezia nel 1979 e nel 2007. A livello calcistico, sono presenti il Friska Viljor (che ha militato nella seconda serie nazionale nel 2004) e l'Anundsjö IF (che non è mai andato oltre la terza serie).